# Nils Boysen
Nils Boysen (* 1972 in Hamburg) ist ein deutscher Wissenschaftler auf dem Gebiet der Betriebswirtschaftslehre. Er ist Inhaber des Lehrstuhls für Allgemeine Betriebswirtschaftslehre und Operations Management an der Friedrich-Schiller-Universität Jena.

## Leben
Boysen studierte Betriebswirtschaftslehre an der Universität Hamburg, wo er 2005 promoviert wurde und als Habilitand tätig war.
- 1993–1999: Studium der Betriebswirtschaftslehre an der Universität Hamburg
- 1999–2000: Softwareentwickler bei Decision Warehouse GmbH
- 2000–2002: IT-Berater und Softwareentwickler bei IBM Global Services
- 2002–2004: Freiberuflicher Softwareentwickler bei Peek&Cloppenburg
- 2002–2005: Wissenschaftlicher Mitarbeiter und Doktorand am Institut für Industrielles Management der Universität Hamburg
- 03/2005: Promotion zum Dr. rer. pol., Thema: „Variantenfließfertigung“
- 2005–2008: Postdoc und Habilitand am Institut für Industrielles Management der Universität Hamburg
- 01/2008: Ruf an die Friedrich-Schiller-Universität Jena auf den Lehrstuhl für ABWL / Operations Management (W3)
- Seit 04/2008: Inhaber des Lehrstuhls für ABWL/Operations Management der Friedrich-Schiller-Universität Jena
- 06/2008: Habilitation an der Universität Hamburg, Thema: „Just-in-Time Logistik“[2]

## Werk
Er hat in namhaften Fachzeitschriften publiziert, darunter in Discrete Applied Mathematics, in Computers & Operations Research und im European Journal of Operational Research.
Beim Handelsblatt Betriebswirte-Ranking 2009, das die Forschungsleistung von 2100 Betriebswirten in Deutschland, Österreich und der deutschsprachigen Schweiz gemessen an der Qualität der Publikationen seit 2005 analysiert, erreichte er Platz 7.
Im Ranking von 2012 schaffte er es auf den ersten Platz.
Im Jahre 2019 erhielt er den Omega Best Paper Award zusammen mit Peng Guo und Felix Weidinger. Im Jahre 2020 wurde seine aktuelle Forschungsleistung im Betriebswirte-Ranking der Wirtschaftswoche mit dem 1. Platz gekürt. Sein Lebenswerk erhielt den 4. Platz. Außerdem wurde er, zusammen mit Stefan Schwerdfeger und Felix Weidinger, mit dem Best Paper Award European Journal of Operational Research ausgezeichnet.